# Hysham (Montana)
Hysham város az USA Montana államában, Treasure megyében, melynek megyeszékhelye is. Lakosainak száma 276 fő (2020. április 1.).

## Népesség
A település népességének változása:

| 2010 | 312 |
| 2020 | 276 |